# 반나듬군
반나듬군은 수랏타니주의 행정 구역이다. 이 지역의 총 인구 수는 2005년 기준으로 21797명이다. 인구 밀도는 105.1km2이다.